# Torneo ATP de Hong Kong 2025
El Hong Kong Tennis Open 2025 fue un torneo de tenis perteneciente al ATP Tour 2025 en la categoría ATP Tour 250. El torneo tuvo lugar en la ciudad de Hong Kong (China) desde el 30 de diciembre de 2024 hasta el 5 de enero de 2025 sobre canchas duras.

## Distribución de puntos
| Modalidad            | Campeón | Finalista | Semifinales | Cuartos de final | 2ª ronda | 1ª ronda | Clasificados | 2ª ronda de clasificación | 1ª ronda de clasificación |
| Individual masculino | 250     | 165       | 100         | 50               | 25       | 0        | 13           | 7                         | 0                         |
| Dobles masculino     | 250     | 150       | 90          | 45               | 20       | 0        | -            | -                         | -                         |

## Cabezas de serie

### Individuales masculino
| Tenista           | Ranking | Preclasificado |
| Andrey Rublev     | 8       | 1              |
| Lorenzo Musetti   | 17      | 2              |
| Karen Khachanov   | 19      | 3              |
| Arthur Fils       | 20      | 4              |
| Nuno Borges       | 36      | 5              |
| Brandon Nakashima | 38      | 6              |
| Pedro Martínez    | 43      | 7              |
| Luciano Darderi   | 44      | 8              |

- Ranking del 24 de diciembre de 2024.[2]

### Dobles masculino
| Tenista                         | Ranking | Preclasificado |
| Sadio Doumbia Fabien Reboul     | 66      | 1              |
| Adam Pavlásek Jean-Julien Rojer | 75      | 2              |
| Skander Mansouri Joran Vliegen  | 87      | 3              |
| Yuki Bhambri Albano Olivetti    | 92      | 4              |

## Campeones

### Individual masculino
Alexandre Müller venció a  Kei Nishikori por 2-6, 6-1, 6-3

### Dobles masculino
Sander Arends /  Luke Johnson vencieron a  Karen Khachanov /  Andrey Rublev por 7-5, 4-6, [10-7]